# Skákavka pavoukožravá
Skákavka pavoukožravá (Portia fimbriata) je druh pavouka z čeledi skákavkovití a rodu Portia. Žije ve východní a jihovýchodní Asii a Oceánii. Specializuje se na lov jiných skákavek a síťových pavouků, ale v menší míře loví také ostatní pavouky a hmyz. Je známá pro svou nevšední vynalézavost a množství loveckých technik. Někdy je označována jako „nejinteligentnější pavouk na světě“.

## Popis

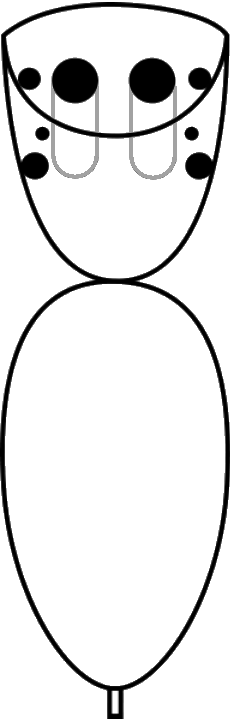
Uspořádání očí skákavek.

Skákavky pavoukožravé se vyznačují zvláštní stavbou těla. Mají na sobě různé výstupky a řídké silné chloupky kombinované s klasickými hustými. Barva osciluje od světle krémové, pískové, hnědé až po černou, některé populace mohou být zbarvené až do modra. Chelicery bývají červenohnědé. Vypadají proto jako starý roztřepený lístek ze stromu či lesní smetí, což je jedna ze součástí jejich lovecké strategie.
Je u nich vyvinut poměrně výrazný pohlavní dimorfismus, jako u většiny pavouků. Samice jsou větší, dosahují délky od 6,8 do 10,5 mm (bez nohou). Samci měří 5,2–6,5 mm. Stejně, jako ostatní skákavky, mají i tyto vynikající zrak. Mají celkem osm očí, z toho dvě velmi velké v přední části hlavy. Ty jim umožňují skvělý odhad vzdálenosti. Menší oči jim zase pomáhají v prostorovém pokrytí okolí.

## Ekologie
Skákavka pavoukožravá žije v tropických a subtropických lesích Asie, severní Austrálie a některých ostrovech Oceánie. Je to vrcholový predátor mezi pavouky a menším hmyzem. Specializuje se na lov síťových pavouků a jiných druhů skákavek. Nepohrdne ani ostatními pavouky, mouchami a další kořistí.

### Lovecká taktika
Skákavka pavoukožravá je známá především pro svůj vynalézavý způsob lovu. Někdy se skákavkám rodu Portia říká osminohé kočky. Kromě maskování a inteligence jim v tom pomáhá i vynikající zrak. Skákavky Portia mají instinktivně naučený postup vůči své běžné kořisti, ale jsou schopny improvizovat a měnit loveckou taktiku, kdykoliv je to potřeba. Dokáží trpělivě vyčkávat, hledat různé pozice a předstírat různé typy chování, jen aby se zmocnily oběti. Samice skákavek si staví sítě kónického tvaru. Někdy si ji navážou do sítě jiného pavouka. Když se jim do „společné“ sítě chytí hmyz, nevšímají si ho, ale počkají až se k němu přiblíží její „soused“. Toho pak napadnou a zabijí. Častěji však používají aktivní taktiku ve stylu najdi-naplánuj-udeř. Některé jejich lovy trvají od zaregistrování kořisti i hodinu a víc. Co je však vskutku jedinečné, je jejich schopnost učit se z chyb a pracovat metodou pokus-omyl.
Skákavky umějí šplhat po sítích mnoha různých druhů pavouků, což je velmi nezvyklé, neboť většina pavouků je schopna dobře zacházet jen se sítí svého vlastního druhu a běhaví pavouci obecně mají problémy se sítěmi jiných pavouků. Dokáží sítě rozbrnkat mnoha druhy signálů – předstírají, že jsou spadlý list, lapená kořist, konkurenční pavouk či samec snažící se o námluvy. Pokud je potřeba, umí část sítě rozkousat a zbavit se překážejících vláken. Někdy vyhlédnutá kořist dlouho nereaguje, ale Portia umí být trpělivá. Byl zaznamenán případ, kdy brnkala na síť 3 dny, než se pavouk tzv. chytil a byl sežrán. Útočí rychlým přískokem, vstříknou do kořisti jed, pak se stáhnou a vyčkávají, aby se vyvarovaly možného rizika pokousání od oběti. Napadají síťové pavouky až do velikosti dvojnásobně větší, než je jejich vlastní. Podstatně větší pavouky nenapadají, ale velkým samicím rodu Nephila kradou ze sítě jejich partnery. Kromě toho, že útočí na síťové pavouky, jim rovněž ze sítí berou, resp. vysávají lapenou kořist. Dále loupí vajíčka všech možných pavouků, včetně jiných skákavek.
Kromě síťových pavouků loví často ostatní druhy z čeledi skákavkovití (především skákavky z australského Queenslandu) a některé další běhavé pavouky. Využívají při tom své maskování. Předstírají, že jsou kus listu, klacíku či smetí a pomalu se přibližují ke kořisti. Pokud se k nim vyhlédnutá oběť, která zaregistrovala za sebou či vedle sebe pohyb, natočí čelem, ustrnou a vyčkávají. Když se kořist odvrátí, pokračují v postupu. Až se dostanou na vzdálenost cca 1 cm, bleskově zaútočí a kousnou pavouka do zad. Tomuto postupu se říká „skryté pronásledování“ (cryptic stalking) a skákavky pavoukožravé jsou jediným druhem z rodu Portia, který tuto taktiku používá. V menší míře napadají i hmyz, nicméně nejde o jejich hlavní kořist a kdykoliv si můžou vybrat, dají přednost pavoukům.
Jejich jed je obzvláště účinný vůči pavoukům. Paralýza běžně velkých pavouků nastupuje většinou po 10–30 sekundách, velcí pavouci musejí být kousnuti vícekrát. Hmyz se po kousnutí obvykle ještě několik minut zmítá či pokouší bránit. Skákavka často vyčkává opodál několik minut, než se pustí do jídla.
Vědci udělali mnoho pokusů týkajících se loveckých schopností skákavek pavoukožravých. Překvapivě zjistili, že nejen jejich lovecké preference, ale i úspěšnost se liší podle oblasti, odkud skákavka pochází. Nejméně (úspěšnost 10 %) měly skákavky ze Severního teritoria v Austrálii vůči jiným skákavkám, nejvíce (93 % a 92 %) měly skákavky z Queenslandu vůči jiným skákavkám a síťovým pavoukům. Skákavky ze Srí Lanky si vedly jen průměrně vůči jiným skákavkám (45 %), ale nadprůměrně vůči mouchám a síťovým pavoukům. Skákavky ze Severního teritoria excelovaly vůči mouchám (83 %).
Někteří síťoví pavouci se před skákavkou pavoukožravou naučili utéct – rozpoznají, když jim začne brnkat na síť, spustí se na zem a zmizí někam daleko.

### Rozmnožování
Sameček vstříkne své sperma do sítě upevněné mezi klacíky, pak vak vsákne do rezervoárů ve svých makadlech (pedipalpách), která má větší než samice. Pak se normálně pohybuje v okolí a když narazí na samici, vztyčí se a mává jí předním párem nohou a makadly. Pak dojde k jakési formě tance. Samice musí určitým gestem dát najevo svůj zájem, pak se samec přiblíží. Skákavky se mohou pářit v síti samice i mimo ní, občas zavěšeni na vláknech. Někdy samci se samicí určitý čas v síti přebývají, většinou jde o pohlavně ještě nezralé jedince, a páří se až po určité době. Kopulace trvá okolo 100 sekund. Samice nemají během páření ani po něm kanibalské sklony na rozdíl od mnoha jiných pavouků včetně ostatních druhů rodu Portia. Samice pak kladou vajíčka na spadlý list poblíž vrcholku své sítě a zakryjí je jemnou sítí. Někdy upletou vak, do něhož vajíčka uloží a pak ho zavěsí do své sítě.

### Predace, hrozby
Skákavka pavoukožravá se stává kořistí mravenců, ptáků, žab a kudlanek. Ačkoliv jí byli při pokusech „nabídnuti“, sama mravence neloví. Dokonce jen zřídka pronásleduje pavouky a brouky, kteří se maskují za mravence, např. skákavky rodu Myrmarachne nenapadá vůbec. Při útocích na jakékoliv druhy pavouků se stane jen výjimečně, že je sama usmrcena či zraněna – dohromady jen při 1,2 % útoků na síťové pavouky střední a větší velikosti a zcela výjimečně při útocích na skákavky. Jiné druhy rodu Portia, např. Portia labiata a Portia schultzi, jsou poněkud méně imunní vůči obraně jiných pavouků a stává se jim zhruba ve 2 % případů, kdy jsou tyto skákavky usmrceny a v cca 4–5 %, kdy jsou zraněny. Zranění spočívá vesměs v tom, že jim bránící se kořist utrhne nohu či makadlo.

## Galerie

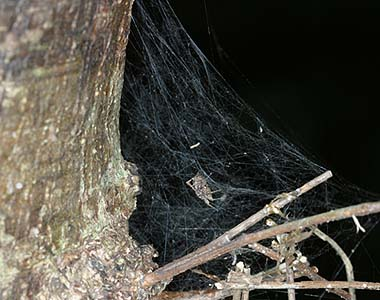
Samice v síti.
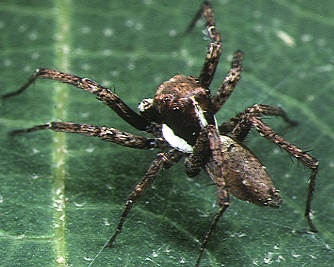
Samec z okinawské populace.
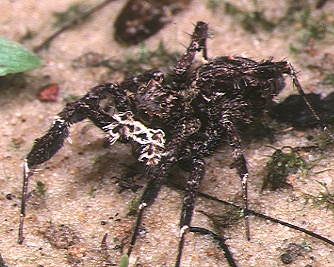
Samice z okinawské populace.
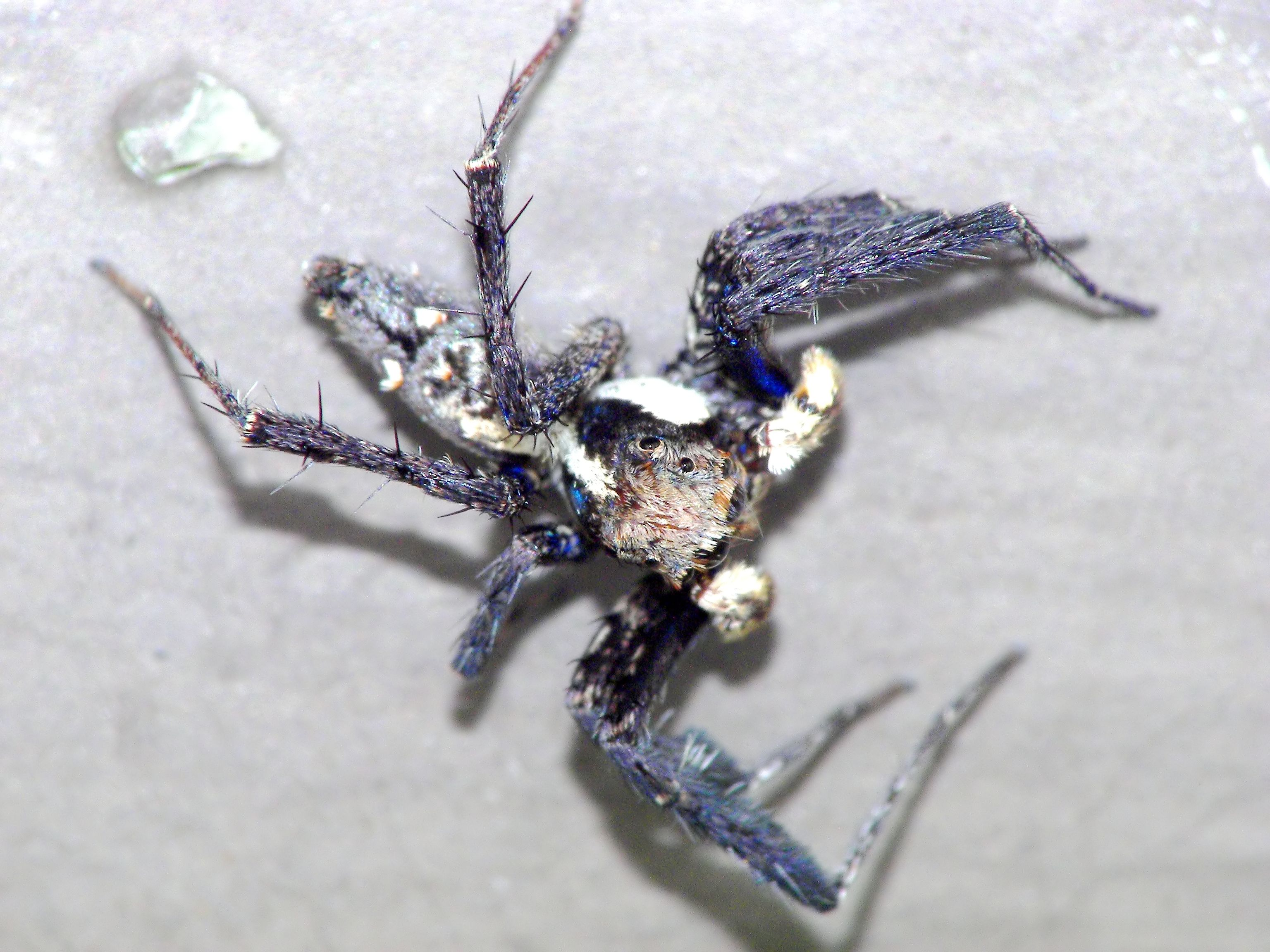
Samice z hongkongské populace. Je vidět neobvyklé modravé zbarvení.
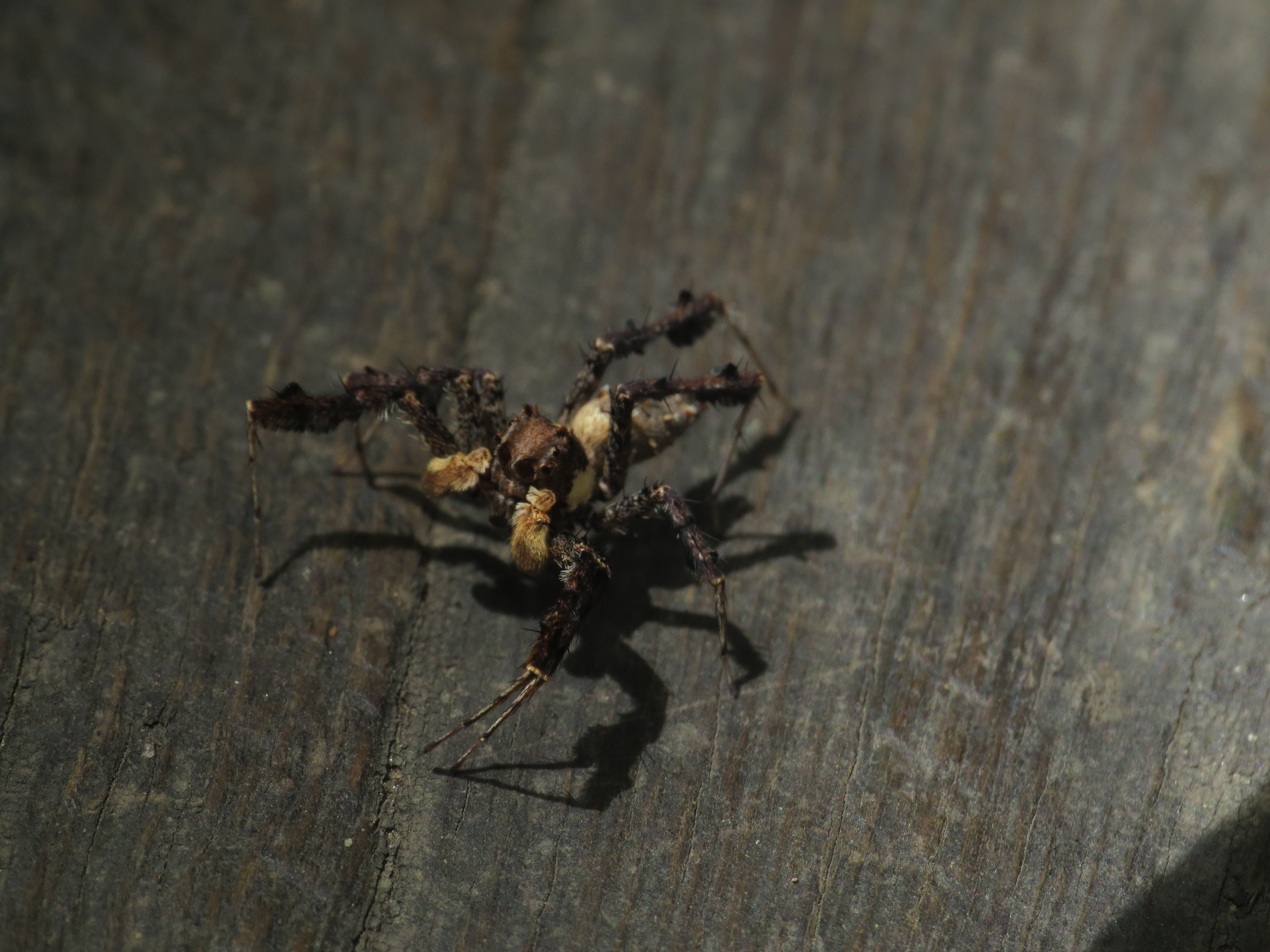
Samice (?) z australské populace.
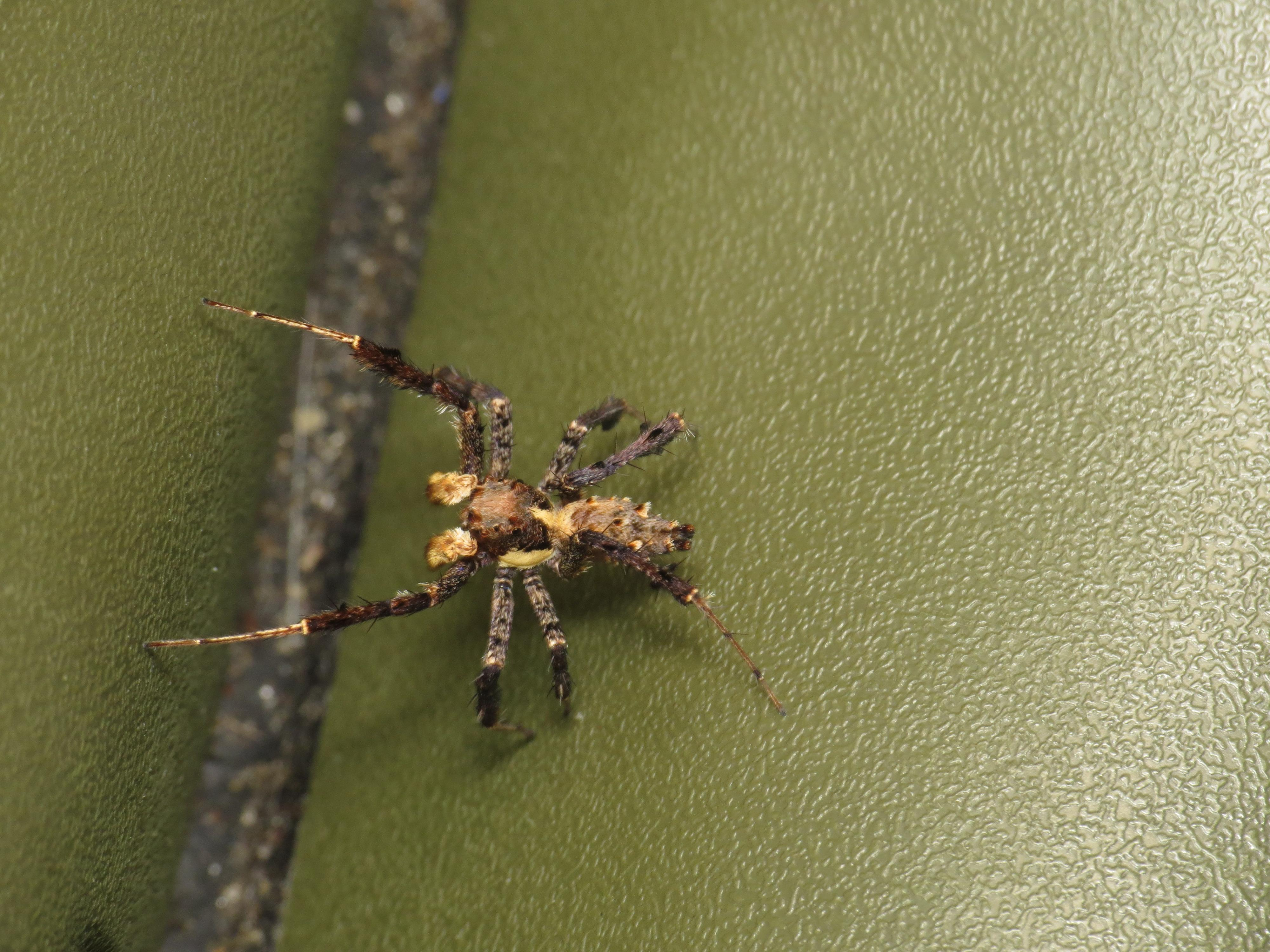
Samec (?) z australské populace.